# Spodnje Poljčane
Spodnje Poljčane so naselje v Občini Poljčane. Obcestno naselje z gručastim jedrom se nahaja vzhodno od Poljčan, na severnem obrobju ob reki Dravinji in na južnem vznožju osrednjega dela Dravinjskih goric. Večina hiš mestnega videza je strnjeno zgrajenih ob cesti Poljčane - Majšperk, druge pa so raztresene po pobočju slemena nad cesto, kjer je sredi vinogradov razloženi zaselek Čretnik. V Spodnjih Poljčanah je podružnična cerkev sv. Družine.